# 輕聲
輕聲（neutral tone）是漢語中所具有的一種特殊變調現象（多見於現代標準漢語）。輕聲一般不被當作聲調看待，因為它沒有固定的調值。

## 發音特性
將漢語中的音節弱化之後，聲調會變得又輕又短，此種音變即為輕聲。
輕聲的調值需要根據前一個音節決定調值，所以輕聲音節不可能獨立存在。
有些漢語語言沒有輕聲跟非輕聲的對立，但有輕音跟非輕音之別，如廣州話；有些語言輕聲跟非輕聲對立，但無輕音跟非輕音之別，如台灣話；有些語言輕聲跟非輕聲對立，亦有輕音跟非輕音之別，如北京話。

## 發音規則
注意：由於可能未有定論，以下內容僅供參考。
1. 在陰平後，唸中降調，似較短的去聲。
2. 在陽平後，唸中降調，似較短的去聲（但和陰平後的輕聲相比略有不同）。
3. 在上聲後，唸半高平調（或是略升的聲調），似輕短的陰平。
4. 在去聲後，唸低降調，似較短的去聲。

簡而言之：當前字是上聲時，輕聲字的音高較高；當前字是其他聲調時，輕聲的音高較低。在陰平、陽平、去聲後的輕聲是降調，在上聲後的輕聲是平調或不明顯的升調。

## 輕聲字詞判別
以下是一些判別輕聲字的規則，輕聲字用粗體註明，可能不適用於所有國家或地區：
| 判別條件                   | 舉例                                           |
| 單音節虛詞(助詞)           | 好的、輕輕地、說得好、聽著、太棒了、你呢、對嗎 |
| 某些方位詞                 | 牆上、屋裡、外面、裡邊                         |
| 表趨向的動詞               | 放下、起來、出去                               |
| 動詞和名詞的重疊成份       | 看、試試、哥哥、謝謝                           |
| 某些詞綴，多不帶有真正含意 | 桌子、房子、死對頭                             |

此外，還有很多尚未確定的規則，以及一些約定俗成的輕聲詞，在此暫不細究。

## 外部連結
- 輕聲現象及規則
- 輕聲 - 普通話學習網
- 華語文教育實習 - 第九組 - 輕聲教學[永久]